# Achsel (Venedigergruppe)
Die Achsel ist ein 2673 m ü. A. hoher Berggipfel des Umbalkamms in der Venedigergruppe in Osttirol (Österreich). Sie liegt im Nordwesten Osttirols in der Gemeinde Prägraten am Großvenediger. Bei dem alpinistisch unbedeutenden Berggipfel handelt es sich um den einzigen benannten Zweitausender des Umbalkams. Die Achsel liegt am Ostgrat des Hohen Kreuz, der vom Hohen Kreuz ins Umbaltal abfällt.